# Brasserie Les Halles
La brasserie « Les Halles » était un restaurant brasserie français situé John Street, 15 (entre Broadway et Nassau Street, dans le Quartier Financier) dans Manhattan, à New York. 
Auparavant le restaurant était situé sur Park Avenue South, à Manhattan, à Tokyo, Miami, et à Washington D.C. L'auteur et l'animateur de télévision Anthony Bourdain a été le prédécesseur de Carlos Llaguno, chef exécutif de la brasserie. Le restaurant a été déclaré en faillite en août 2017.

## Présentation
Le restaurant célèbre pour ses frites, a servi les mets simples et classiques de la gastronomie française tels que l'escargot, le foie gras et le steak tartare, des mets qui étaient préparés sur commande. Le restaurant de Park Avenue était situé tout à côté d'une boucherie spécialisée en coupe de viande française. L'établissement de Park Avenue a été mis en avant dans le livre Kitchen Confidential d' Anthony Bourdain, qui a également présenté de nombreuses recettes des Halles dans son livre Les Halles Cookbook. La succursale du centre-ville de New York était sur l'ancien site de « Birthplace of American Theatre » ou John Street Theatre (en). 
Le restaurant est nommé d'après Les Halles, le centre-ville historique du marché du gros à Paris.
Le restaurant de Park Avenue a fermé en mars 2016. Celui de Washington, DC a été fermé à la mi-novembre 2008, après une quinzaine d'années d'activité. Le propriétaire, Philippe Lajaunie, a expliqué que cette fermeture était due à des soucis de renouvellement du bail. L'établissement de Miami a également fermé ses portes.
En 2013, Zagat a attribué à ses deux restaurants de New York une notation de 21 sur 30.